# Клер Курзан
Клер Курзан (англ. Claire Curzan; нар. 30 червня 2004) — американська плавчиня, срібна призерка Олімпійських ігор 2020 року.

## Кар'єра
У 2019 році американка успішно виступила на юніорському чемпіонаті світу. Їй вдалося виграти дві бронзові медалі на дистанціях 50 та 100 метрів батерфляєм, срібну медаль на дистанції 100 метрів на спині, та перемогти в естафеті 4×100 метрів комплексом.
У 2021 році під час американського олімпійського відбору Клер посіла друге місце на дистанції 100 метрів батерфляєм та кваліфікувалася на Олімпійські ігри.
24 липня відбувся дебют спортсменки на Олімпійських іграх у Токіо. У попередніх запливах на дистанції 100 метрів батерфляєм вона показала десятий час (56.43). Наступного дня відбувся півфінал, де спортсменка проплила гірше (57.42), та знову стала десятою, що не дозволило їй вийти у фінал. Наступний заплив спортсменки відбувся 31 липня. Вона виступила у попередньому запливі жіночої естафети комплексом. Третій етап вона проплила з часом 57.65, та допомогла команді вийти у фінал із другим часом. У фіналі, що відбувався наступного дня Клер участі не брала, але команда у складі Реган Сміт, Лідії Дейкобі, Торрі Гаск та Еббі Вейтцейл зуміла виграти срібні медалі. Клер Курзан, згідно з регламентом змагань, також отримала срібну нагороду

## Виступи на Олімпійських іграх
| Олімпіада  | Дисципліна                       | Час     | Місце |
| ---------- | -------------------------------- | ------- | ----- |
| Токіо 2020 | 100 метрів батерфляєм            | 57.42   | 10    |
| Токіо 2020 | естафета 4x100 метрів комплексом | 3:55.18 | 2     |